# Santa Maria de la Torre
Santa Maria de la Torre és una antiga església romànica de l'entorn del poble d'Àreu, en el terme municipal d'Alins, a la comarca del Pallars Sobirà.

## Descripció
Església d'una sola nau amb absis semicircular a l'est cobert amb volta de quart d'esfera, precedit per un petit presbiteri amb volta de canó. La nau és dividida en dos trams construïts en diferents moments, el primer amb volta de canó, i el segon, ampliació posterior, amb coberta de fusta a dues vessants, actualment ensorrada. A ponent i descentrada respecte al eix de la façana es troba la porta integrada per tres arquivoltes en degradació, la més exterior decorada amb una ziga-zaga incisa, la central amb esferes i llisa la interior. Les arquivoltes descansen en impostes i capitells llisos. De les columnes adossades als muntants, sols en resten alguns fragments. Sota mateix del pinyó s'obre una diminuta finestra geminada. L'aparell és de carreus irregulars de llosa i carreus ben tallats de pedra tosca als arcs de finestres i porta. El parament de la porta és arrebossat amb morter de calç. El sector de la porta presenta un major refinament respecta la resta de l'edifici. Cal considerar aquest edifici com una obra pròpia de les formes que pres l'arquitectura del segle xii a les valls altes. Al nord hi ha adossada un borda que fa pensar que es tracta d'una antiga dependència. Enfront mateix, a l'altre costat de riu i de la carretera, trobava situada la Farga de Santa Maria.

## Història
No hi ha notícies documentals clares sobre aquest edifici. L'any 1314, els delegats de l'arquebisbat de Tarragona visitaren les esglésies parroquials del deganat de Cardós. En aquesta relació apareix el nom de Santa Maria de Ça Tor, que molt bé podria esser la construcció que estem estudiant. De fet, però, no es coneix el motiu del seu emplaçament en aquest lloc, ja que es tracta d'un indret despoblat, i tampoc podria respondre a un criteri defensiu. En la visita pastoral del 1758 es parla de Santa Maria com d'una capella del terme d'Àreu, al costat mateix de la carretera d'Alins a Àreu, al marge esquerre del riu.